# Finnische Fußballmeisterschaft 1922
Die finnische Fußballmeisterschaft 1922 war die 14. Saison der höchsten finnischen Spielklasse im Herrenfußball.
Helsingin Palloseura konnte den Titel erfolgreich verteidigen.

## Ergebnisse

### Halbfinale
|                 | Ergebnis |                      |
| --------------- | -------- | -------------------- |
| Viipurin Reipas | 6:2      | HJK Helsinki         |
| Vasama Vaasa    | 1:4      | Helsingin Palloseura |

### Finale
|                      | Ergebnis |                 |
| -------------------- | -------- | --------------- |
| Helsingin Palloseura | 4:2      | Viipurin Reipas |